# Rosemarie Ackermann
Rosemarie Ackermann, nata Witschas (Lohsa, 4 aprile 1952), è un'ex altista tedesca.
Raggiunse fama internazionale per aver superato nel salto in alto, prima donna al mondo, la soglia dei due metri. Tra le donne, fu l'ultima atleta nota ad usare in questa disciplina lo stile ventrale, a cui tutte le altre sportive di prestigio preferivano ormai il salto alla Fosbury, il nuovo stile che - a detta della Ackermann - era soprattutto più facile da apprendere.

## Biografia
Partecipò con il nome da nubile, Witschas, alle Olimpiadi di Monaco del 1972 raggiungendo il settimo posto per la DDR. Nel 1974, agli europei di Roma, raggiunse un nuovo record mondiale (1,95 m).
Si affermò ancora più vistosamente vincendo la medaglia d'oro ai Giochi della XXI Olimpiade di Montréal nel 1976. Il record mondiale fu poi portato a 2,00 m a Berlino nel 1977. L'evento segnò l'apice della sua carriera, tanto che venne scelta come atleta dell'anno in una valutazione della United Press International. L'anno dopo, però, l'italiana Sara Simeoni (medaglia d'argento a Montréal) portò il record a 2,01.
La Ackermann cedette il titolo ai campionati europei di atletica leggera 1978 all'atleta italiana dopo una drammatica sfida. La tedesca dovette accontentarsi del secondo posto. Nonostante la notoria rivalità sportiva che le divideva, le due atlete sono sempre state molto amiche.
Terminò la carriera con il quarto posto ai Giochi della XXII Olimpiade in Unione Sovietica. Madre di famiglia, ha lavorato a Cottbus fino al 2015.

## Palmarès

### Giochi olimpici
- Montréal 1976 -  Oro

### Campionati europei di atletica leggera
- Roma 1974 -  Oro
- Praga 1978 -  Argento

## Altre competizioni internazionali
1975
- Coppa Europa di atletica leggera ( Nizza)

1977
- Coppa Europa di atletica leggera ( Helsinki)

1979
- Coppa Europa di atletica leggera ( Torino)